# Elaeocarpus octantherus
Elaeocarpus octantherus är en tvåhjärtbladig växtart som beskrevs av A. Dc.. Elaeocarpus octantherus ingår i släktet Elaeocarpus och familjen Elaeocarpaceae. Inga underarter finns listade i Catalogue of Life.